# Neocordylobia roubaudi
Neocordylobia roubaudi är en tvåvingeart som beskrevs av Villeneuve 1929. Neocordylobia roubaudi ingår i släktet Neocordylobia och familjen spyflugor. Inga underarter finns listade i Catalogue of Life.